# Laxminiya (Siraha)
Laxminiya – gaun wikas samiti we wschodniej części Nepalu w strefie Sagarmatha w dystrykcie Siraha. Według nepalskiego spisu powszechnego z 2001 roku liczył on 646 gospodarstw domowych i 3986 mieszkańców (1906 kobiet i 2080 mężczyzn).